# -30-
Pour code utilisée dans le monde de la presse américaine, voir –30–.
Pour plus de détails, voir Fiche technique et Distribution.
-30- est un film américain réalisé par Jack Webb et sorti en 1959.
Le sujet du film est la vie d'un journal fictif de Los Angeles, s'inspirant de l'histoire du Los Angeles Herald-Examiner (en) qui a cessé sa publication en 1989.
Le titre « -30- » vient d'un code utilisé dans le monde de la presse américaine pour indiquer la fin d'un article, ou la fin d'une histoire.

## Fiche technique
- Réalisation : Jack Webb
- Scénario : William Bowers
- Photographie : Edward Colman
- Montage : Robert M. Leeds
- Musique : Ray Heindorf
- Société de prioduction : Mark VII Ltd.
- Société de distribution : Warner Bros.
- Lieux de tournage :  Warner Brothers Burbank Studios
- Format : Noir et blanc 35 mm — 1,85:1 — Son : Mono (RCA Sound Recording)
- Durée : 88 minutes
- Date de sortie : 11 novembre 1959

## Distribution
- Jack Webb : Sam Gatlin
- William Conrad : Jim Bathgate
- David Nelson : Earl Collins
- Louise Lorimer : Lady Wilson
- Nancy Valentine : Jan Price
- Whitney Blake : Peggy Gatlin
- James Bell : Ben Quinn
- Joe Flynn as Hy Shapiro
- Richard Bakalyan : Carl Thompson
- Dick Whittinghill : Fred Kendall
- John Nolan : Ron Danton
- Richard Deacon : Chapman
- Howard Culver : Walt Ashton
- Fay McKenzie : Mrs. Jason
- Ronnie Dapo : Billy
- William Tracy
- Phil Gordon
- Mark Scott
- Olan Soule
- Dick Cathcart
- Marshall Kent : Mr. Jason